# Løv-Ham Fotball
Maillots
Le Løv-Ham Fotball était un club norvégien de football basé à Bergen fondé en 1975 et disparu en 2011.

## Historique
- 1975 : fondation du club sous le nom de Løv-Ham IL
- 2002 : le club est renommé Løv-Ham Fotball